# Samsung Galaxy A40
El Samsung Galaxy A40 es un teléfono inteligente Android de gama media desarrollado y fabricado por Samsung Electronics. Con el software One UI 3 basado en Android 11 de Samsung, el dispositivo se anunció el 19 de marzo de 2019. Fue lanzado un mes después en Europa el 10 de abril de 2019.
El Samsung Galaxy A40 es una variante más compacta del Samsung Galaxy A30 y se vende solo en mercados donde el samsung Galaxy A30 no está disponible.

## Especificaciones

### Hardware
El Samsung Galaxy A40 tiene una pantalla Super AMOLED 'Infinity-U' de 5,9 pulgadas con una relación pantalla-cuerpo del 85,5 %. Tiene unas dimensiones de 144,4 mm por 69,2 mm por 7,9 mm. y viene equipado con un chipset Exynos 7904, batería de 3100 mAh y una ranura microSIM y dual nano SIM compatible con VoLTE. El dispositivo solo está disponible con 64 GB de almacenamiento y 4 GB de RAM y se puede expandir hasta 512 GB de almacenamiento externo a través de la ranura para tarjetas microSD. Este teléfono propenso al frío. El indicador de batería cae rápidamente por debajo de +5 °C y se apaga.

### Cámara
El A40 está equipado con una configuración de cámara trasera doble con un sensor de apertura f/1.7 de 16 megapíxeles como cámara principal y una lente de cámara 'ultra gran angular' de 5 megapíxeles con apertura f/2.2 como segunda cámara. La cámara frontal es de 25 megapíxeles.
El A40 tiene un flash LED montado en la parte trasera, así como grabación de video. La resolución máxima de grabación de video es de 2336x1080 píxeles (modo completo). La grabación de audio con micrófonos internos es estéreo. Se admite la grabación de audio con micrófonos USB externos, pero se mezcla a mono.

### Software
El dispositivo funciona con el sistema operativo Android 11, con la máscara One UI de Samsung.
Samsung lanzó One UI 2.0 con Android 10 para Galaxy A40 en abril de 2020.
Samsung lanzó One UI 3.1, basado en Android 11, a fines de marzo de 2021.

## Variantes
Todas las variantes del Samsung Galaxy A40 son de doble SIM.
- SM-A405FD - Desconocido
- SM-A405FM - Rusia
- SM-A405FN - Europa, Ucrania, Cáucaso, Kazajistán, Uzbekistán
- SM-A405S - Corea del Sur (SK Telecom)
- SM-A405FN se fabrica en Vietnam.